# Квак білобокий
Квак білобокий (Gorsachius leuconotus) — вид птахів родини чаплевих (Ardeidae).

## Поширення
Вид поширений в Африці південніше Сахари. Живе в густих лісах, біля водойм і водотоків, на островах на великих річках і озерах, також в мангрових лісах.

## Опис
Чапля середнього розміру з довжиною тіла 50–55 см. У дорослих птахів голова чорна, з виразною білою облямівкою навколо очей. Шия чорна з характерною жовтою плямою на нижній стороні. Підборіддя біле, а шия коричнева. Спина темно-коричнева з білими вкрапленнями, іноді непомітними. Крила коричневі, хвіст темно-коричневий. Молоді птахи темно-коричневого кольору з численними світлішими плямами. Вони не мають характерних білих плям.

## Спосіб життя
Добуває їжу переважно вночі, гуляючи вздовж водойм і водотоків або стоячи в очеретах. Його раціон погано вивчений, можливо, він харчується дрібною рибою, земноводними, молюсками, ракоподібними та комахами. Період розмноження залежить від території залягання і періодів розливу річок, що тут відбуваються.

## Підвиди
- G. l. leuconotus (Wagler, 1827) – від Сенегалу на схід до південного заходу Нігерії.
- G. l. natalensis Roberts, 1933 – розсіяні популяції від Камеруну до східного Судану , західної Ефіопії та північної Анголи , а також через Демократичну Республіку Конго на схід до Танзанії та на південь до північної Ботсвани та східної Південної Африки.